# Knight Bachelor
Le rang de Knight Bachelor (Kt)  ou bas chevalier devenu bachelier fait partie des distinctions du Royaume-Uni. Il s'agit du rang de distinction chevaleresque le plus bas. Les Knight Bachelor ne sont d'ailleurs pas membres d'un ordre de chevalerie — bien qu'ils portent le prédicat de « Sir » — et constituent la plus ancienne famille de chevaliers anglais, ce rang existant depuis le règne de Henri III d'Angleterre (1207-1272).
Il n'existe pas d'équivalent pour les femmes : ces dernières sont nommées au grade de dame commandeur de l'ordre de l'Empire britannique (DBE).

## Honneurs et lettres post-nominales
Comme tout chevalier, les Knight Bachelor sont appelés « Sir » mais comme ils ne sont membres d'aucun ordre de chevalerie, il n'y a pas de lettres post-nominales associées à cet honneur. Toutefois, pour des raisons de clarté, il arrive que soit employé le mot « Knight » (chevalier) ou les lettres « Kt ». C'est notamment le cas des Knight Bachelor qui sont également pairs, baronnets ou membres d'un ordre de chevalerie.
L'insigne date de 1926 et est modifié en 1993. Il comprend une épée pointe en bas et une paire d'éperons. Le ruban est rouge bordé de jaune.

## Critères de nomination
La distinction est accordée pour services éminents dans tout domaine d'activité (hauts fonctionnaires, scientifiques, artistes, etc.). On peut être à la fois Knight Bachelor et membre d'un ordre de chevalerie sans être chevalier de cet ordre : par exemple, Elton John, Bruce Forsyth, Tom Stoppard, Christopher Lee et David Suchet sont commandeurs de l'ordre de l'Empire britannique, Terry Pratchett en est officier et Paul McCartney membre. Aucun d'eux ne serait appelé Sir de par leur rang dans l'ordre de l'Empire britannique mais ils ont été, en outre, faits Knight Bachelor.

## QuelquesKnights Bachelorcélèbres
- Isaac Newton (1642-1727)
- Joseph John Thomson (1856-1940)
- Edward Elgar (1857-1934)
- Arthur Conan Doyle (1859-1930)
- Alexander Fleming (1881-1955)
- Chandrashekhara Venkata Râman (1888-1970)
- Alfred Hitchcock (1899-1980)
- Noël Coward (1899-1973)
- Fred Hoyle (1915-2001)
- Arthur C. Clarke (1917-2008)
- Dirk Bogarde (1921-1999)
- Peter Ustinov (1921-2004)
- Christopher Lee (1922-2015)
- Sidney Poitier (1927-2022)
- George Martin (1926-2016)
- Roger Moore (1927-2017)
- Sean Connery (1930-2020)
- Ian Holm (1931-2020)
- Michael Caine (né en 1933)
- Anthony Hopkins (né en 1937)
- Michael Edwards (poète) (né en 1938)
- Ian McKellen (né en 1939)
- James Galway (né en 1939)
- Clive Sinclair (né en 1940)
- Patrick Stewart (né en 1940)
- Michael Gambon (1940-2023)
- David Jason (né en 1940)
- Tom Jones (né en 1940)
- Ringo Starr (né en 1940)
- Alex Ferguson (né en 1941)
- Frank Williams (1942-2021)
- Paul McCartney (né en 1942)
- Mick Jagger (né en 1943)
- Salman Rushdie (né en 1947)
- Elton John (né en 1947)
- Terry Pratchett (1948-2015)
- Richard Branson (né en 1950)
- Simon Rattle (né en 1955)
- Daniel Day-Lewis (né en 1957)
- Mark Warby (né en 1958)
- Christopher Nugee (né en 1959)
- Kenneth Branagh (né en 1960)
- Steve Redgrave (né en 1962)
- Jonathan Ive (né en 1967)
- Lewis Hamilton (né en 1985)
- Andy Murray (né en 1987)